# Panicinae
Panicinae Fr., 1835 è una sottotribù di piante angiosperme monocotiledoni appartenente alla famiglia delle Poacee (o Gramineae, nom. cons.), sottofamiglia Panicoideae.

## Etimologia
Il nome della sottotribù deriva dal genere tipo Panicum L., 1753. Panicum in epoca romana era il nome volgare del cereale usato per fare il pane.
Il nome scientifico della sottotribù è stato definito dal micologo e botanico svedese Elias Magnus Fries (Femsjö, 15 agosto 1794 – Uppsala, 8 febbraio 1878) nella pubblicazione "Corpus Florarum Provincialium Sueciae. I. Floram Scanicam" (Fl. Scan.: 195. 1835) del 1835.

## Descrizione

### Portamento
Il portamento delle specie di questo gruppo in genere è cespitoso, rizomatoso o stolonifero con cicli biologici annuali o perenni (abitudini acquatiche in Louisiella). I culmi sono eretti o genicolato-ascendenti o decombenti. In Louisiella i nodi inferiori sono radicanti.

### Foglie
Le foglie lungo il culmo sono disposte in modo alterno, sono distiche e si originano dai vari nodi. Sono composte da una guaina, una ligula e una lamina. Le venature sono parallelinervie. Possono essere presenti dei pseudopiccioli. Sono presenti delle foglie basali o cauline.
- Guaina: la guaina è abbracciante il fusto. In Louisiella il parenchima delle guaine è aerifero (o aerenchima).
- Ligula: le ligule sono membranosa; la membrana è sfrangiata (o cigliata) oppure termina con una frangia di peli.
- Lamina: la lamina ha delle forme da lineari o filiformi a lanceolate o ovate e in genere sono piatte.

### Fiori

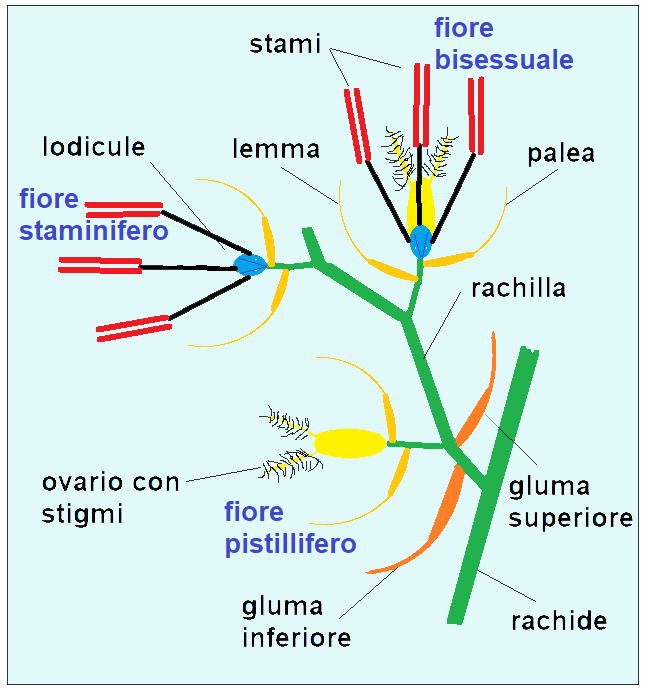
Spighetta generica con tre fiori diversi

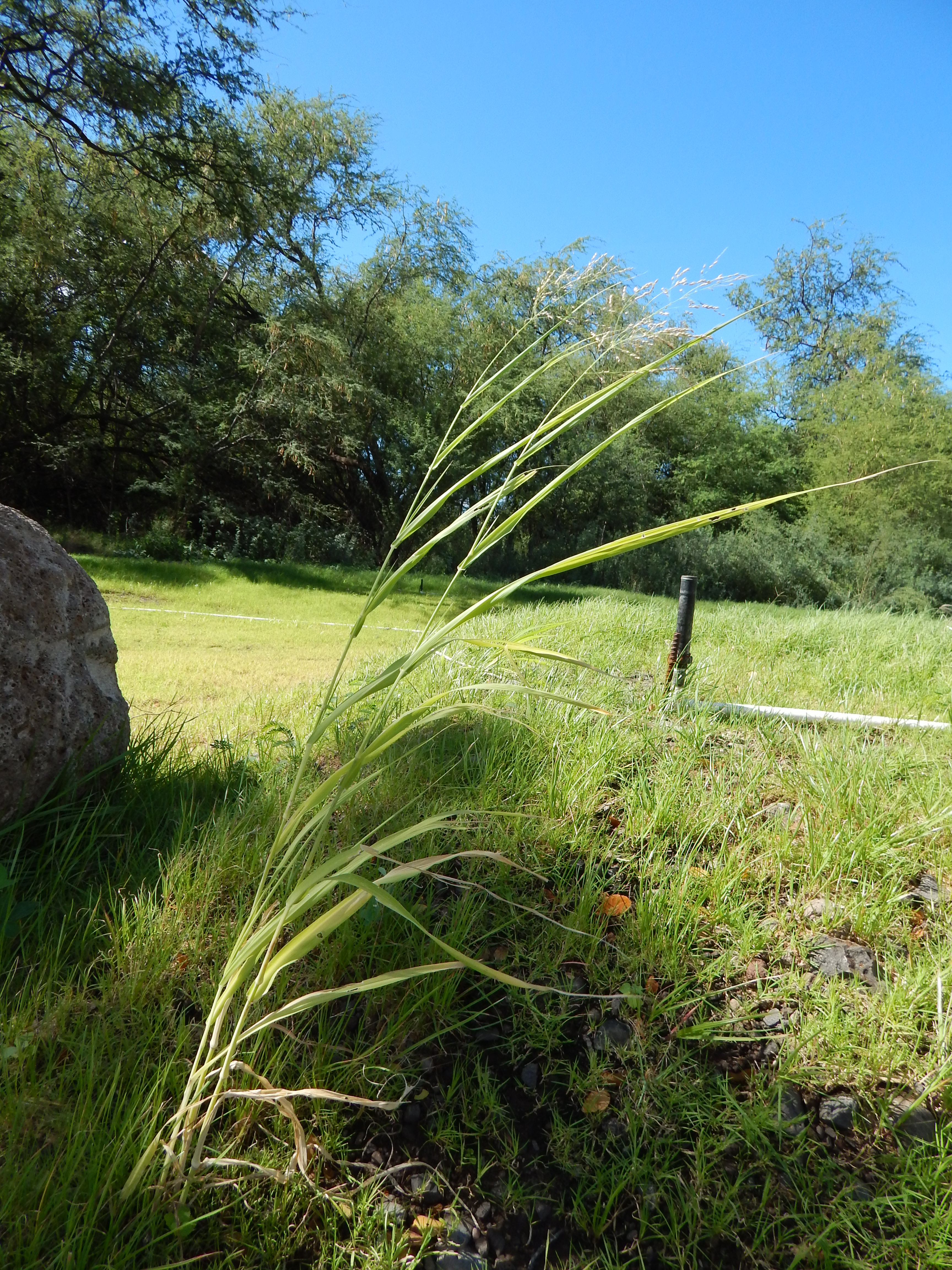
Infiorescenza
Panicum antidotale

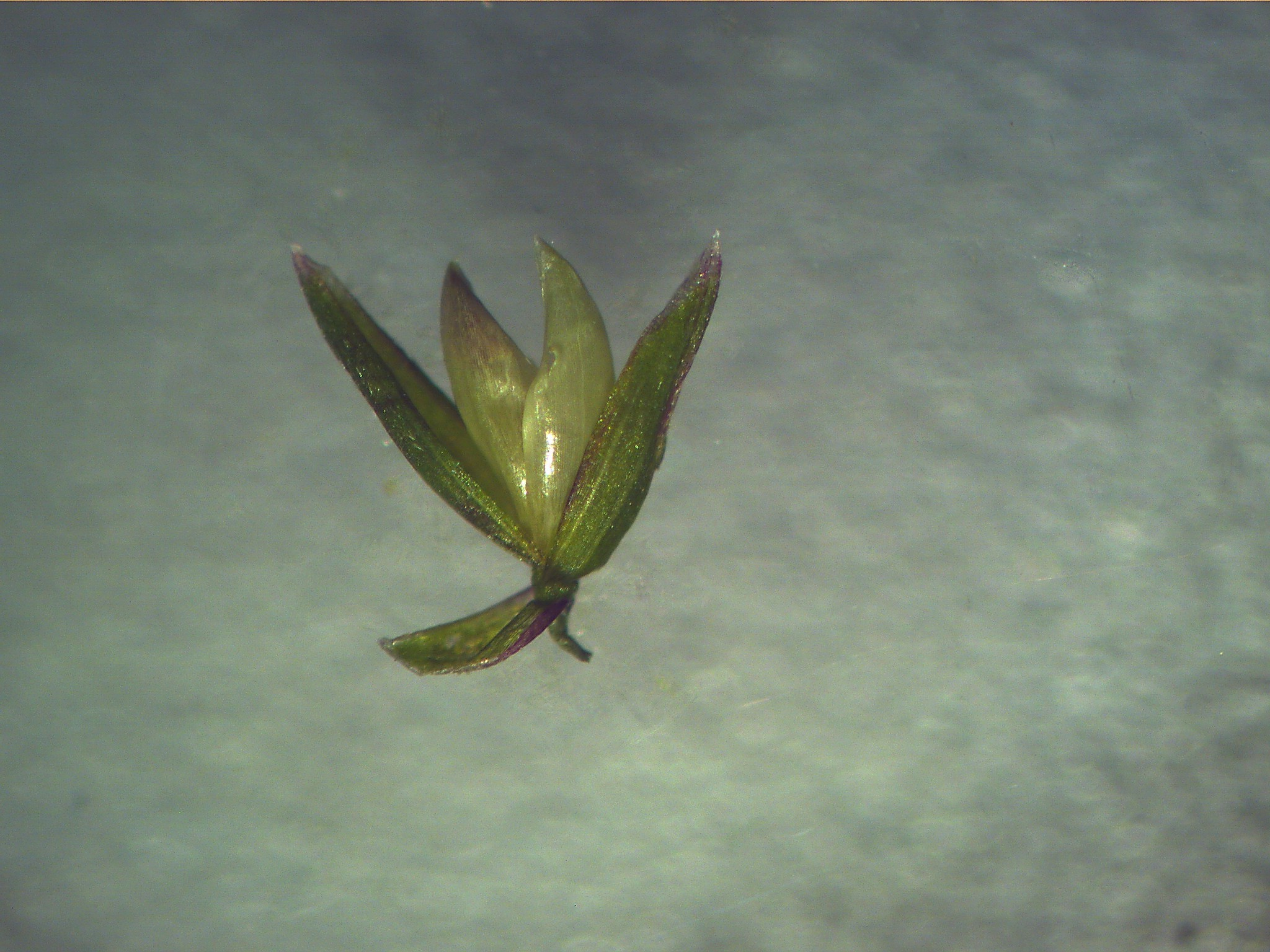
I fiori
Panicum bisulcatum

- Infiorescenza principale (sinfiorescenza o semplicemente spiga): le infiorescenze, composte da una pannocchia terminale aperta, sono formate da alcune spighette. Le infiorescenze in genere non sono ramificate (o con rami primari non ramificati, o rami primari ramificati formanti rami di ordine superiore).
- Infiorescenza secondaria (o spighetta): le spighette, con forme lanceolate in genere solitarie e compresse dorsoventralmente, sottese da due brattee distiche e strettamente sovrapposte chiamate glume (inferiore e superiore), sono formate da un fiore sterile (o staminato) basale e uno fertile, senza estensione della rachilla. Alla base di ogni fiore sono presenti due brattee: la palea e il lemma. La disarticolazione avviene con la rottura della rachilla sotto le glume.
- Glume: le glume in genere sono lanceolate a consistenza membranosa o fogliacea; la forma è ovata o oblunga con apice ottuso o acuto. Quelle superiori possiedono da 7 a 13 venature. In Arthragrostis le glume sono dimorfiche.
- Palea: la palea, eventualmente carenata (o bicarenata), è membranosa (o cartilaginea) con o senza barbe; la consistenza è coriacea. All'apice sono presenti delle papille composte.
- Lemma: il lemma è membranoso (o coriaceo, specialmente quelli superiori) con o senza barbe; l'apice varia da mutico a aristato. A volte i margini sono nascosti dalla palea. Le venature sono da 7 a 13.

I fiori fertili sono attinomorfi formati da 3 verticilli: perianzio ridotto, androceo  e gineceo.
- Formula fiorale:[6]

*, P 2, A (1-)3(-6), G (2–3) supero, cariosside.
- Il perianzio è ridotto e formato da due lodicule, delle squame traslucide, poco visibili (forse relitto di un verticillo di 3 sepali). Le lodicule hanno una consistenza carnosa.
- L'androceo è composto da 3 stami ognuno con un breve filamento libero, una antera sagittata e due teche. Le antere sono basifisse con deiscenza laterale. Il polline è monoporato.
- Il gineceo è composto da 3-(2) carpelli connati formanti un ovario supero. L'ovario, glabro, ha un solo loculo con un solo ovulo subapicale (o quasi basale). L'ovulo è anfitropo e semianatropo e tenuinucellato o crassinucellato. Lo stilo, breve, è unico con due stigmi in genere piumosi.

### Frutti
I frutti sono del tipo cariosside, ossia sono dei piccoli chicchi indeiscenti, con forme ellittiche e compresse dorsalmente, nei quali il pericarpo è formato da una sottile parete che circonda il singolo seme. In particolare il pericarpo è fuso al seme ed è aderente. L'endocarpo non è indurito e l'ilo è puntiforme. L'embrione è provvisto quasi sempre di epiblasto ha un solo cotiledone (allungato) altamente modificato (scutello con fessura) in posizione laterale. I margini embrionali della foglia si sovrappongono.

## Biologia
Come gran parte delle Poaceae, le specie di questo genere si riproducono per impollinazione anemogama. Gli stigmi più o meno piumosi sono una caratteristica importante per catturare meglio il polline aereo. La dispersione dei semi avviene inizialmente a opera del vento (dispersione anemocora) e una volta giunti a terra grazie all'azione di insetti come le formiche (mirmecoria).

## Distribuzione e habitat
La sottotribù ha una distribuzione pan-tropicale.

## Tassonomia
La famiglia delle Poacee comprende circa 800 generi e oltre 9.000 specie. È una delle famiglie più numerose e più importanti del gruppo delle monocotiledoni. La famiglia è suddivisa in 12 sottofamiglie, la sottotribù Panicinae fa parte della sottofamiglia Panicoideae.

### Generi
La tribù si compone di 3 generi e 267 specie:
- Cnidochloa Zuloaga (1 specie)
- Louisiella C.E.Hubb. & J.Léonard (3 spp.)
- Panicum L. (263 spp.)

Note: Arthragrostis e Yakirra sono considerati sinonimi di Panicum.
Nella flora spontanea italiana è presente solamente il genere Panicum con 6 specie.

### Filogenesi
All'interno della famiglia Poaceae la sottofamiglia Panicoideae appartiene al clade "PACMAD" (formato dalle sottofamiglie Aristidoideae, Arundinoideae, Micrairoideae, Danthonioideae, Chloridoideae e Panicoideae). Questo clade con il clade BEP (formato dalle sottofamiglie Ehrhartoideae, Bambusoideae e Pooideae) forma un "gruppo fratello" (il clade BEP a volte è chiamato clade "BOP" in quanto la sottofamiglia Ehrhartoideae a volte è chiamata Oryzoideae). La sottofamiglia di questa voce, nell'ambito del clade "PACMAD", a parte la sottofamiglia Aristidoideae in posizione "basale", forma un "gruppo fratello" con il resto delle sottofamiglie del clade.
Il clade "PACMAD" è un gruppo fortemente supportato fin dalle prime analisi filogenetiche di tipo molecolare. Questo gruppo non ha evidenti sinapomorfie morfologiche con l'unica eccezione dell'internodo mesocotiledone allungato dell'embrione. Questo clade inoltre è caratterizzato, nella maggior parte delle piante, dal ciclo fotosintetico di tipo C4 (ma anche a volte tipo C3 in quanto ancestralmente era C3).
La sottotribù Panicinae fa parte del secondo gruppo di tribù che si sono differenziate nell'ambito della sottofamiglia e in questo gruppo fa parte della supertribù "Panicodae"  L. Liu, 1980 e quindi della tribù Paniceae R.Br., 1814 All'interno della tribù e in questo ambito occupa, da un punto di vista filogenetico, una posizione centrale insieme alla sottotribù Melinidinae (formano un "gruppo fratello"). La sottotribù, è monofiletica ed è caratterizzata dall'avere il ciclo fotosintetico del tipo C4. Questo gruppo (informale e ancora non riconosciuto da tutti i botanici) è anche definito "clade PCK" (o "PEP-CK") in quanto include (più o meno) tutte le "paniceae" con ciclo fotosintetico del tipo C4. Una possibile sinapomorfia anatomica, per questo clade, è data dal contorno irregolare della guaine.
Sulla base di analisi molecolari il gruppo dei generi di questa sottotribù formano un clade ben supportato, e formano il subclade definito "NAD–ME" (con una "via" fotosintetica di itpo tipo C4).  All'interno della sottotribù Panicum sect. Rudgeana, Arthragrostis e Yakirra condividono tutti, sotto il fiore superiore, un internodo della rachilla allungato; l'internodo inoltre porta dei padiglioni auricolari in posizione distale (questo carattere può essere considerato sinapomorfo).